# Henryk Jabłoński
Pour les articles homonymes, voir Jablonski.
Henryk Jan Jabłoński (né le 27 décembre 1909 et mort le 27 janvier 2003) est un homme d'État polonais. Il est le chef de l'État de la République populaire de Pologne de 1972 à 1985.